# Nuša Ilovar
Nuša Ilovar, slovenska pisateljica in pesnica, * 12. december 1969, Ljubljana.
Rojena je v Ljubljani, sedaj pa živi in deluje v Žalcu. Je članica kulturnega odbora na občini Žalec.
Od leta 2002  je včlanjena v celjsko literarno društvo in je med ustanovnimi člani literarne revije za književnost Vpogled, ki izhaja v Žalcu ter članica Glasbeno-literarnega društva Aletheia v Žalcu in literarnega društva Gnezdo v Slovenskih Konjicah.
Leta 2005 je za bogato ustvarjalnost na književnem področju prejela Savinovo priznanje, ki ga podeljuje Občina Žalec za ugledne dosežke na področju kulture.
Na pesniškem turnirju 2014 je po izboru občinstva s pesmijo Vesela pesem prišla med prve tri.

## Pesniške zbirke
- Šepet brezčasja (2012)  Arhivirano 2012-09-03 na Wayback Machine.
- Potovanje v globine (2009)
- Igra usod (2007)[mrtva povezava]
- Slike v mislih (2004) Arhivirano 2016-03-04 na Wayback Machine.
- Klovnom življenja (2000)

## Nosilci zvoka
- Nuša Ilovar & Actooon/Ostrina utripa (Slušaj Najglasnije, 2012)
- Nuša Ilovar & Aleksander Cepuš/Disco poetry (Slušaj Najglasnije, 2012)
- Nuša Ilovar & Aleksander Cepuš/Rock poetry (Slušaj Najglasnije, 2012)
- Nuša Ilovar & Aleksander Cepuš/Rock v objemu usod /Slušaj Najglasnije, 2013)

## Romani
- Strah pred samoto (1999)

## Priznanja
- Savinovo priznanje za ugledne kulturne dosežke (občina Žalec, 2005) [mrtva povezava]
- Nominacija Slovenka leta 2000  Arhivirano 2010-01-23 na Wayback Machine.
- ACS za promocijo učenja in znanja 2008